# Зимна пшеница
Зимната пшеница (Triticum aestivum), наричана още обикновена (Triticum vulgaris), мека или хлебна пшеница, а също така Кутрулица, е едногодишно житно растение от род пшеница.

## Описание
Стъбло – кухо и съставено от 3 – 7 междувъзлия, клас – безосилест или осилест, зърното – с изразена „четка“ на върха, слабо разширено към зародиша, а в зависимост от сорта може да има брашнест, полустъкловиден или стъкловиден лом. Това е най-разпространеният в България и в света вид. Отглеждат се само селекционирани сортове. Основни селекционни центрове в България са Добруджански земеделски институт в Генерал Тошево, Института по растителни ресурси в Садово, а и Института по земеделие в Карнобат.

## Биологични изисквания
Покълването на семената започва при 1 – 4 °С, оптималните условия в България са при температура 12 – 13 °, когато поникването настъпва за 12 – 13 дни. Температурните условия в България лимитират появяването най-често на 2 братя до края на март.